# Puchar Świata w lotach narciarskich 1992/1993
Puchar Świata w lotach narciarskich 1992/1993 – 3. edycja Pucharu Świata w lotach narciarskich (stanowiącego część Pucharu Świata w skokach narciarskich) rozegrana w dniach 30-31 stycznia 1993 w Bad Mitterndorf.

## Kalendarz zawodów
| Lp.                                                                  | Data                                                                 | Miejscowość                                                          | Punkt K                                                              | Uwagi                                                                | 1. miejsce      | 2. miejsce     | 3. miejsce         |
| -------------------------------------------------------------------- | -------------------------------------------------------------------- | -------------------------------------------------------------------- | -------------------------------------------------------------------- | -------------------------------------------------------------------- | --------------- | -------------- | ------------------ |
| 1.                                                                   | 30 stycznia 1993                                                     | Bad Mitterndorf                                                      | K-185                                                                | –                                                                    | Jaroslav Sakala | Werner Haim    | Andreas Goldberger |
| 2.                                                                   | 31 stycznia 1993                                                     | Bad Mitterndorf                                                      | K-185                                                                | –                                                                    | Jaroslav Sakala | Didier Mollard | Andreas Goldberger |
| —                                                                    | 20 marca 1993                                                        | Vikersund                                                            | K-170                                                                | [ a ]                                                                | odwołany        | odwołany       | odwołany           |
| —                                                                    | 21 marca 1993                                                        | Vikersund                                                            | K-170                                                                | [ a ]                                                                | odwołany        | odwołany       | odwołany           |
| Puchar Świata w lotach narciarskich 1992/1993 – klasyfikacja końcowa | Puchar Świata w lotach narciarskich 1992/1993 – klasyfikacja końcowa | Puchar Świata w lotach narciarskich 1992/1993 – klasyfikacja końcowa | Puchar Świata w lotach narciarskich 1992/1993 – klasyfikacja końcowa | Puchar Świata w lotach narciarskich 1992/1993 – klasyfikacja końcowa | Jaroslav Sakala | Didier Mollard | Andreas Goldberger |

## Klasyfikacja generalna
| Źródło  | Źródło               | Źródło | Źródło |
| Miejsce | Zawodnik             | Punkty |        |
| ------- | -------------------- | ------ | ------ |
| 1.      | Jaroslav Sakala      | 50     |        |
| 2.      | Didier Mollard       | 31     |        |
| 3.      | Andreas Goldberger   | 30     |        |
| 4.      | Werner Haim          | 27     |        |
| 5.      | Espen Bredesen       | 22     |        |
| 6.      | Werner Rathmayr      | 20     |        |
| 7.      | Christian Reinthaler | 15     |        |
| 8.      | Helge Brendryen      | 14     |        |
| 8.      | Lasse Ottesen        | 14     |        |
| 10.     | Jérôme Gay           | 10     |        |
| 10.     | Christof Duffner     | 10     |        |
| 10.     | Bjørn Myrbakken      | 10     |        |
| 13.     | Nicolas Jean-Prost   | 5      |        |
| 14.     | Stefan Horngacher    | 4      |        |
| 15.     | Tomáš Goder          | 3      |        |
| 16.     | Alexander Diess      | 2      |        |
| 16.     | Werner Schuster      | 2      |        |
| 18.     | Alexander Stöckl     | 1      |        |
| 18.     | Marián Bielčík       | 1      |        |